# Сухој Су-39
Сухој Су-39/Су-25 ТМ (рус. Сухой Су-39/Су-25 ТМ) руски јуришни авион. Још увек није у активној употреби.

## Развој, техничка решења и производња
Радикално модернизовани јуришни авион Су-25Т развијен је за уништавање тенкова и других тачкастих покретних циљева у високотехнолошком оружаном сукобу. Класична конструкција изузетне борбене жилавости спојена са напредним нападно-навигацијским системом и ракетама које делују по принципу испали и заборави у јединствену платформу за извођење високопрецизних напада у свим метеоролошким условима. Најснажнији део опреме Су-25Т је систем за управљање ватром СУВ-25Т восход који интегрисањем низа уређаја омогућава аутоматизован лет до рејона циља и напад вођеним ракетама. Пилот је у највећој мери ослобођен обавезе обављања сложених радњи у припреми оружја и његова улога је сведена на селекцију циљева и контролу рада аутоматског система, избора убојног средства и примене. По подацима произвођача СУВ-25Т у аутоматском режиму доводи авион до бојног поља са грешком од 0,2 процента дужине пређеног пута и на удаљености од 10 до 12 километара од циља усмерава нишански систем шквал који садржи ТВ уређај и ласерски даљиномер и обележивач.
На екрану смештеном у десном делу инструменталне табле приказује се ТВ слика терена испред авиона са увећањем од 23 пута. У пракси осамљена кућа може да се открије на 15 километара, тенк на 8 до 10 km, а борбени хеликоптер као што је амерички AH-64 Апач на 6 km.
Када пилот јуришника пронађе на екрану противничко средство или положај означава га помоћу уређаја постављеног на пилотској палици. Целокупан посао тим чином препушта се рачунару који ТВ уређајем прати кретање циља и ласерским даљинометром одређује удаљеност. Допуштено одступање у аутоматском праћењу оклопног возила износи 0,6 метара на даљини од осам километара. Нишанском систему СУ-25Т обезбеђује солидну тачност и за напад класичним навођеним оружјем-гравитацијска авио-бомба бачена са висине од 5.000 m пада у круг пречника 25 метара.
Систем И-251 шквал може да открива циљеве и по ласерском обележивачу којим на земљи рукују официри за навођење авијације у непосредној ваздушној подршци. После првог напада авион се аутоматски уводи у нови налет ако циљ није погођен. Пилоту је препуштено да води рачуна о одабиру режима лета и току задатка.
Прва два прототипа Су-25Т израђена су преправком двоседа Су-25УБ а пред распад Совјетског Савеза произведена је нулта серија од осам примерака. Наставак серијске производње је прекинут јер је за произвођача изабрана фабрика у Тбилисију, главном граду Грузије која је после распада СССР постала независна а 1992. нашла се и у грађанском рату. Припреме за производњу пребачене су у фабрику у руском граду Улан-Уде који се налази на истоку Сибира, а у међувремену направљена су два примерка Су-25ТМ - побољшани систем шквал-М добио је мод за аутоматски лет до циљ са тачним прорачуном времена тако да се унапред може планирати напад више авиона из различитих праваца са минималним размаком између удара.
Испод трупа Су-25ТМ постављен је радар копље-25 који може да открије циљ у ваздушном простору површине 5 m² на 57 километара удаљености и обезбеди напад на два циља ракетама ваздух-ваздух. Навигацијска опрема је допуњена ГПС-ом а рачунар дозвољава лет са праћењем конфигурације терена на висини мањој од 15 метара. Развијен је и читав низ подвесних контејнера различите намене који могу да се примене у зависности од тактичке ситуације. У случају да се очекује снажно и активно електронско ометање Су-25ТМ носи контејнер за електронска противдејства или уређаје за самозаштиту као што је станица за оптоелектронско ометање сухогруз, опрема за стварање лажних циљева и 192 мамца. За ноћни лет под труп се ставља контејнер са термовизијом која може да открије тенк удаљен три километра при светлости месеца у првој четврти.
Михаил Симонов, донедавно челни човек ОКБ Сухој и у случају Су-25ТМ применио је пропагандну игру са ознакама и тај авион је преименован у Су-39.

## Су-39 у руској авијацији
Званично ВВС Руске федерације је најавила наруџбине Су-39 али до сада није испоручен ни један серијски примерак а прототипови лете у државном центру за испитивање у бази Ахтубинск. Да би се убрзао процес опремања јуришне авијације савременим авионима донесена је одлука о преправци предсеријских Су-25Т у Су-25ТМ (Су-39).

## Наоружање
Носи 5.000 kg убојних средстава на десет поткрилних носача.
- Стрељачко: контејнер НППУ 8 са двоцевним топом ГШ-30-2 калибра 30 mm са 200 граната. Споља може да носи два или четири контејнера СППУ-687 са топом ГШ-301 калибра 30 mm.
- ракетно ваздух-земља: 16 противоклопних ракета вихр, вођене ракете Х-25МЛ, Х-29 Т/Л, Х-31П, Х-58, С-25Л.
- ракетно ваздух-ваздух: Р-73, Р-60М,
- вођене бомбе:КАБ 500 Кр/Л
- бомбардерско: до 32 бомбе масе 100 kg или 8 масе 250 или 500 kg, до 8 спремника КМГУ.

Главно наоружање Су-25ТМ чини 16 самонавођених ракета вихр које пробијају оклопну заштиту свих оклопних возила а у случају потребе могу да се употребе и за гађање циљева у ваздушном простору.